# Motor s válci do X

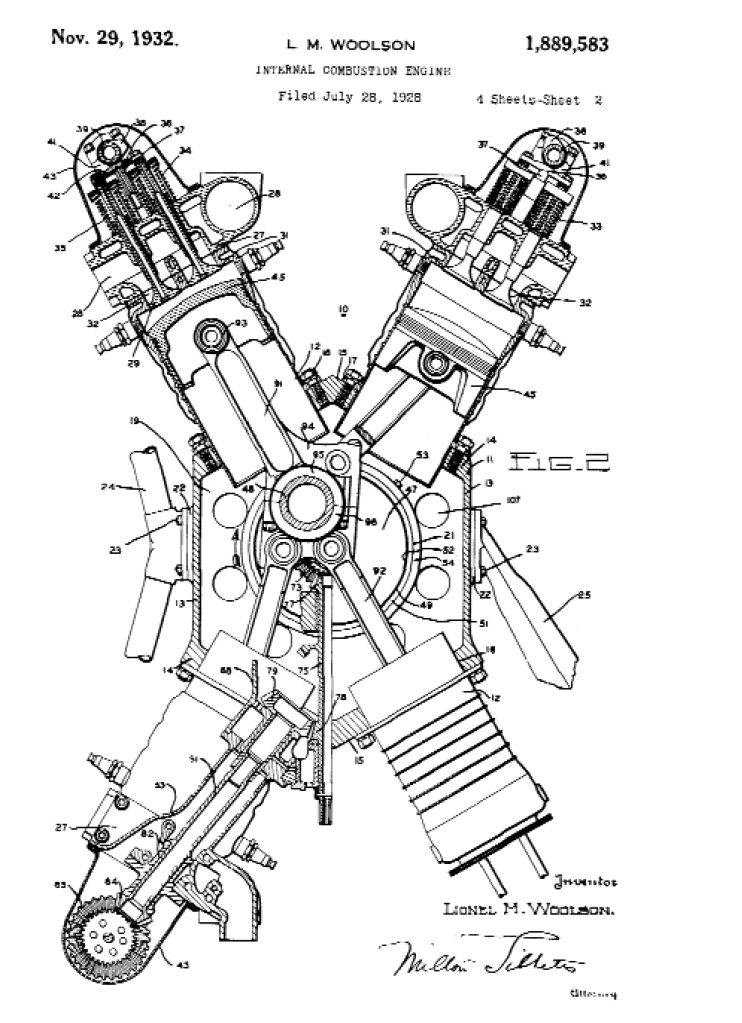
Motor do X podle amerického Patentu 1889583 (Eingetragen 1928)

Motor s válci do X nebo křížový motor je typ čtyřválcového nebo čtyřřadého jednohřídelového pístového spalovacího motoru, jehož příčný řez je ve tvaru písmene X.  Jde zároveň o speciální případ hvězdicového motoru.
Tyto motory byly často odvozeny z existujících vidlicových motorů. Jejich výskyt však není velmi častý, protože byly příliš komplikované a těžké ve srovnání s jinými hvězdicovými motory. Při stejném počtu válců je konstrukce kompaktnější ve srovnání s vidlicovým motorem s kratším klikovou hřídelí.
Většina motorů s válci do X je z období druhé světové války, navržených jako pohonné jednotky větších vojenských letadel. Většina z nich bylo dvacetičtyřválcových odvozených od dvanáctiválcových vidlicových motorů.

Symetrický design (90°/90°/90°/90°)
120°/60°/120°/60°
135°/45°/45°/135°